# Saint-Brancher
Saint-Brancher är en kommun i departementet Yonne i regionen Bourgogne-Franche-Comté i norra Frankrike. Kommunen ligger i kantonen Quarré-les-Tombes som tillhör arrondissementet Avallon. År 2022 hade Saint-Brancher 277 invånare.

## Befolkningsutveckling
Antalet invånare i kommunen Saint-Brancher
| Referens: INSEE |